# Myrcia aequatoriensis
Myrcia aequatoriensis là một loài thực vật có hoa trong Họ Đào kim nương.